# Sebastian Kóša
Sebastian Kóša (Nové Zámky, 13 settembre 2003) è un calciatore slovacco, difensore del Real Saragozza, della nazionale slovacca e della nazionale Under-20 slovacca.

## Caratteristiche tecniche
È un difensore centrale.

## Carriera

### Club
Cresciuto nel settore giovanile del Nitra, debutta in prima squadra il 13 giugno 2020 in occasione dell'incontro di Superliga perso 2-1 contro il ViOn Z.M.; il 17 luglio seguente realizza la sua prima rete sbloccando il risultato nella gara di ritorno dei play-out vinta 3-0 contro il Dubnica.
Al termine della stagione viene acquistato a titolo definitivo dallo Spartak Trnava.
Nel 2024 viene acquistato dal Real Saragozza, nella Segunda División spagnola. Debutta il 15 settembre, nella sconfitta esterna per 1-0 contro il Burgos. Conclude la sua prima stagione in Aragona collezionando solo quattro presenze in campionato e una presenza in Coppa del Re.
All'inizio del ritiro precampionato della stagione 2025-2026 si infortuna al menisco del ginocchio destro e deve essere operato.

### Nazionale
Ha giocato in tutte le selezioni giovanili nazionali: Under-15, Under-17, Under-18, Under-19, Under-20 e Under-21.
L'11 maggio 2023, è stato incluso dal selezionatore Albert Rusnák nella lista dei convocati della nazionale Under-20 partecipante al Mondiale di categoria in Argentina.
Nel dicembre 2022 il commissario tecnico della nazionale maggiore, Francesco Calzona, lo convoca nello stage riservato ai migliori giovani talenti di interesse nazionale. Viene successivamente convocato per le gare di qualificazione al campionato europeo di calcio 2024 nel giugno 2023.
Il 23 marzo 2023 fa il suo debutto assoluto con la nazionale slovacca, nell'amichevole persa per 2-0 contro l'Austria al Tehelné pole di Bratislava.
Nel 2025 gioca alcune partite con la Nazionale Under-21 ma non viene incluso tra i convocati per il Campionato Europeo di categoria, del quale la Slovacchia è la nazione ospitante.

## Statistiche
Statistiche aggiornate all'11 settembre 2021.

### Presenze e reti nei club
| Stagione        | Squadra         | Campionato      | Campionato | Campionato | Coppe nazionali | Coppe nazionali | Coppe nazionali | Coppe continentali | Coppe continentali | Coppe continentali | Altre coppe | Altre coppe | Altre coppe | Totale | Totale | Totale |
| Stagione        | Squadra         | Comp            | Pres       | Reti       | Comp            | Pres            | Reti            | Comp               | Pres               | Reti               | Comp        | Pres        | Reti        | Pres   | Reti   |        |
| --------------- | --------------- | --------------- | ---------- | ---------- | --------------- | --------------- | --------------- | ------------------ | ------------------ | ------------------ | ----------- | ----------- | ----------- | ------ | ------ | ------ |
| 2019-2020       | Nitra           | SL              | 3+2        | 0+1        | CS              | 0               | 0               |                    | -                  | -                  |             | -           | -           | 5      | 1      |        |
| 2020-2021       | Spartak Trnava  | SL              | 18         | 1          | CS              | 1               | 0               |                    | -                  | -                  |             | -           | -           | 19     | 1      |        |
| 2021-2022       | Spartak Trnava  | SL              | 5          | 0          | CS              | 0               | 0               | UECL               | 5                  | 0                  |             | -           | -           | 10     | 0      |        |
| Totale carriera | Totale carriera | Totale carriera | 28         | 2          |                 | 1               | 0               |                    | 5                  | 0                  |             | -           | -           | 34     | 2      |        |

## Palmarès

### Club

#### Competizioni nazionali
- Coppa di Slovacchia: 2

Spartak Trnava: 2021-2022, 2022-2023